# Koldo Álvarez
Koldo Álvarez, również Koldo, właśc. Jesús Luis Álvarez de Eulate Güergue (ur. 4 września 1970 w Vitorii) – andorski piłkarz grający na pozycji bramkarza i trener piłkarski, reprezentant kraju, od 2010 selekcjoner kadry Andory.

## Kariera zawodnicza
Urodził się w Vitorii w hiszpańskim Kraju Basków i przez niemal całą karierę występował w Hiszpanii. Podczas zimowego okienka transferowego w styczniu 1991 roku podpisał kontrakt z Atlético Madryt, dokąd przeszedł z lokalnego klubu CD Aurrerá de Vitoria. W drużynie z Madrytu nie potrafił się jednak przebić do pierwszej drużyny; miał także trudności z grą w rezerwach Rojiblancos. Jedynie ze względu na kontuzję pierwszego bramkarza Abla Resino Koldo znalazł się na ławce rezerwowych podczas meczu finałowego o Puchar Króla w roku 1991, kiedy to Atlético podejmowało Mallorcę.
Kontynuował swoją karierę w zespołach z niższych lig, często będąc drugim lub trzecim bramkarzem w zespole. W 1994 roku podpisał kontrakt z drużyną FC Andorra, która to występowała w hiszpańskich rozgrywkach ligowych. W zespole z księstwa występował przez 14 z kolejnych 15 sezonów (z przerwą na grę w katalońskim CF Balaguer w sezonie 2006/07), przechodząc na piłkarską emeryturę w wieku niemal 39 lat. Po naturalizacji zadebiutował w reprezentacji Andory 3 czerwca 1998 roku, kiedy to Andora uległa 0:3 Brazylii.
W listopadzie 2003 roku, podczas obchodów jubileuszu UEFA, został wskazany przez Andorski Związek Piłki Nożnej do uhonorowania mianem Złotego Zawodnika Andory za najwybitniejsze występy ciągu poprzednich 50 lat.
10 czerwca 2009 roku Koldo wystąpił w swoim ostatnim, 79. meczu międzynarodowym, w którym Anglia rozbiła Andorczyków 6:0 podczas eliminacji Mistrzostw Świata w 2010 roku. Będąc prawdopodobnie najlepszym zawodnikiem swojej drużyny, żegnany był oklaskami uznania przez kibiców drużyny przeciwnej, gdy został zmieniony w doliczonym czasie gry.

### Statystyki reprezentacyjne
Źródło
| Drużyna narodowa | Rok     | M. | Br. |
| ---------------- | ------- | -- | --- |
| Andora           |         |    |     |
| 1998             | 8       | 0  |     |
| 1999             | 8       | 0  |     |
| 2000             | 8       | 0  |     |
| 2001             | 3       | 0  |     |
| 2002             | 6       | 0  |     |
| 2003             | 7       | 0  |     |
| 2004             | 7       | 0  |     |
| 2005             | 8       | 0  |     |
| 2006             | 5       | 0  |     |
| 2007             | 10      | 0  |     |
| 2008             | 5       | 0  |     |
| 2009             | 4       | 0  |     |
| Łącznie          | Łącznie | 79 | 0   |

## Kariera trenerska
2 lutego 2010 roku Koldo objął stanowisko selekcjonera reprezentacji Andory, zastępując Davida Rodrigo.

## Życie osobiste
Ma dwoje dzieci: Ikera i Naię. Jego syn również jest piłkarzem.